# Pseudophilyra burmensis
Pseudophilyra burmensis is een krabbensoort uit de familie van de Leucosiidae. De wetenschappelijke naam van de soort is voor het eerst geldig gepubliceerd in 1983 door Sakai.